# Eupolis

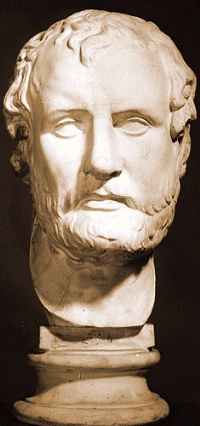
Escultura que representa a Eupolis, hallada en 1998 durante la ejecución de obras públicas, y conservada en el Museo Arqueológico Nacional de Atenas.

Eupolis (griego antiguo Εὔπολις, griego moderno Εύπολις 446-411 a. C.), hijo de Sosípolis, fue integrante del famoso trío de escritores de la Comedia Antigua, siendo los otros Cratino y Aristófanes. Fue contemporáneo de este último, representó su primera obra en el 429 a. C. y murió algún tiempo después del 415. No se conserva ninguna de sus obras en manuscritos, pero contamos con diecinueve títulos y numerosas citas, así como con algunos fragmentos de papiro. Sus comedias son similares a las de Aristófanes en la temática y en el estilo. En Marikas (palabra no griega que significa "libertino") atacó a Hipérbolo tanto como Aristófanes a Cleón en Los caballeros; en Demoi ("demos") sacó del infierno a importantes atenienses del pasado para que dieran buenos consejos a la ciudad, y en Taxiarchoi ("taxiarcos") y presenta al dios Dioniso sufriendo el duro entrenamiento militar, recordando temas de Las ranas de Aristófanes y demostrando que él y Aristófanes, sin dejar de ser rivales, se imitaron mutuamente en sus obras. 
Se dice que fue arrojado al mar por haber satirizado en una comedia a Alcibíades. Parece ser que colaboró con Aristófanes en Los caballeros y que esta colaboración distanció a los dos poetas, que en lo sucesivo vivieron enemistados. 
Se le atribuyen unas diecisiete comedias, de las que siete fueron premiadas en certámenes. Incisivo y de ingenio vivo, cultivó el mismo género mordaz y agresivo que Aristófanes. De sus obras solo quedan fragmentos recogidos en las colecciones de Meineke y Kok (Leipzig, 1880).